# Yodo-131
El yodo radiactivo, Yodo-131, I-131 o radioyodo I-131, símbolo 131I, también conocido como radioyodo, es un importante radioisótopo del yodo descubierto por Glenn Seaborg y John Livingood en el año 1938 en la Universidad de California, Berkeley. Tiene un periodo de semidesintegración de 8,02 días. Está asociado con la energía nuclear, con procedimientos de diagnóstico y tratamientos médicos, y producción de gas natural. También juega un rol central como un isótopo radiactivo presente en los productos de una fisión nuclear y fue un aporte significativo a los peligros para la salud durante las pruebas de bombas atómicas atmosféricas realizadas en la década de 1950, y por el accidente de Chernóbil, así como es una gran fracción de los peligros de contaminación en las primeras semanas de la crisis de la central nuclear de Fukushima. Esto se debe a que el I-131 es uno de los principales productos de la fisión nuclear del uranio y del plutonio, siendo cerca del 3% del total de los productos de la fisión (por peso). Ver rendimiento de los productos de la fisión nuclear para una comparación con los otros productos de la fisión radiactivos. El I-131 también es un producto principal de la fisión del uranio-233, producido por el torio.
Este elemento emite radiación cuyo uso principal es el médico -terapia de yodo radiactivo posterior a tiroidectomía por cáncer de tiroides, tratamiento del bocio simple- y recientemente en el diagnóstico y tratamiento del neuroblastoma. Debido a su modo de desintegración beta, el yodo-131 es notable por causar mutaciones y la muerte de las células que penetra y otras células hasta varios milímetros de distancia. Por esta razón, altas dosis del isótopo algunas veces son menos peligrosas que las dosis bajas, dado que ellas tienden a matar los tejidos de la tiroides que se convertirían en cancerosos como resultado de la radiación. Por ejemplo, niños tratados con dosis moderadas de I-131 por adenomas tiroidicos han tenido un aumento detectable de cáncer a la tiroides, pero los niños tratados con una dosis mucho más altas no han presentado este aumento. De la misma forma, la mayoría de los estudios de tratamientos para la enfermedad de Graves-Basedow con dosis muy altas de I-131 han fallado en encontrar cualquier aumento en el cáncer de tiroides, incluso aunque existe un aumento lineal en el riesgo de cáncer a la tiroides con respecto a la absorción de I-131 con dosis moderadas. Es por esto, que el yodo-131 crecientemente ha sido menos empleado en dosis pequeñas en su utilización médica (especialmente en niños), sino que es usado en los tratamientos solo en dosis grandes y máximas, como una forma de matar los tejidos objetivos. Esto es conocido como "uso terapéutico".
El yodo-131 puede ser "visto" usando técnicas de imagenología de la medicina nuclear (por ejemplo, cámaras gamma) cada vez que se da para el uso terapéutico, ya que aproximadamente el 10% de su energía y dosis de radiación es por radiación gamma. Sin embargo, dado que el otro 90% de la radiación es radiación beta causa daños a los tejidos sin contribuir en ninguna forma a la habilidad de ver o a la "imagen" del isótopo, otros radioisótopos menos dañinos del yodo son preferidos en situaciones cuando solo se requiere imagenología nuclear. El isótopo I-131 aún es usado ocasionalmente con propósito puramente de diagnóstico (imagenología), debido a su bajo costo cuando se le compara con otros radioisótopos del yodo. El uso de muy pequeñas dosis para imagenología médica no han mostrado ningún aumento en el cáncer de la tiroides. La disponibilidad a bajo costo del I-131, a su vez, es debido a la relativa facilidad de crear I-131 mediante el bombardeo por neutrones del telurio en un reactor nuclear, y luego se separa el I-131 por varios métodos simples (por ejemplo, calentando para separar el yodo volátil). Por contraste, otros radioisótopos del yodo usualmente son creados por técnicas por lejos más caras, comenzando con la irradiación en un reactor nuclear de caras cápsulas de gas xenón presurizado.
El yodo-131 también es uno trazadores industriales radiactivos emisores de radiación gamma más usados en la industria. Los isótopos del trazador radiactivo son inyectados con fluido de fracturación hidráulica para determinar el perfil de la inyección y la localización de las fracturas creadas por la fracturación hidráulica.
Dosis de yodo-131 incidentales mucho más pequeñas que aquellas usadas en los procedimientos médicos terapéuticos, se considera que es la principal causa del incremento del cáncer de tiroides después de una contaminación nuclear accidental. Estos cánceres ocurren por el daño provocado por la radiación residual del I-131 sobre los tejidos y usualmente aparece años después de la exposición, mucho después de que el I-131 haya decaído.

## Producción
La mayoría de la producción de I-131 es realizada usando la irradiación de neutrones en reactores nucleares de un blanco de telurio natural. La irradiación de telurio natural produce casi exclusivamente I-131 como el un radionúclido con una vida media más larga que unas horas, dado que los isótopos de telurio más ligeros se convierten en isótopos estables más pesados, o en yodo estable o en xenón. Sin embargo, el núclido de telurio de ocurrencia natural más pesado, el Te-130 (34% del Te natural) absorbe un neutrón para convertirse en telurio-131, que mediante desintegración beta y con una vida media de 25 minutos, pasa a I-131.
Un compuesto de telurio puede ser irradiado mientras está enlazado como un óxido en una columna de intercambio iónico, y se convierte en I-131 y entonces elude en una solución alcalina. Más comúnmente, telurio elemental en polvo es irradiado y entonces el I-131 es separado de este usando destilación seca del yodo, que tiene un presión de vapor mucho más alta. El elemento es luego disuelto en una solución medianamente alcalina de la manera estándar, para producir I-131 como un yoduro e hipoyodato (es prontamente es reducido a yoduro).
El 131I es un producto de la fisión con un rendimiento de 2,878% a partir del uranio-235, y puede ser liberado en pruebas de armas nucleares y accidentes nucleares, a diferencia del yodo-129 cuya vida media es cerca de mil millones de veces más larga que la del I-131, es por esto, su vida media breve, que no está presente en cantidades significativas en el combustible

## Desintegración radiactiva

El esquema de desintegración del yodo-131 (simplificado).

El I-131 se desintegra con una vida media de 8,02 días mediante emisiones beta minus y gamma. Este nucleido de yodo tiene 78 neutrones en su núcleo, mientras que el único nucleido estable, el 127I, tiene 74. Al decaer el 131I, la mayor parte de la veces (el 89% de las ocasiones) gasta sus 971 keV de energía de desintegración transformándose en 131Xe (Xenón) estable en dos pasos, con una desintegración gamma rápidamente después de la desintegración beta:
{\displaystyle {^{131}_{53}\mathrm {I} }\rightarrow \beta +{\bar {\nu _{e}}}+{^{131}_{54}\mathrm {Xe} ^{*}}} + 637 keV
{\displaystyle {^{131}_{54}\mathrm {Xe} ^{*}}\rightarrow {^{131}_{54}\mathrm {Xe} }+\gamma } + 364 keV
Las emisiones primarias de la desintegración del 131I son electrones con una energía máxima de 606 keV (89% de abundancia, otros 248–807 keV) y 364 keV de radiación gamma (abundancia del 81%, otros 723 keV). La desintegración beta también produce un antineutrino, que lleva cantidades variables de energía de desintegración beta. Los electrones, debido a su alta energía promedio (190 keV, con típico espectro de desintegración beta presente) tienen una penetración de tejidos biológicos de entre 0,6 a 2 mm.
El 131I, cuando entra en el organismo humano, tiende a acumularse en la glándula tiroides.

## Efectos de la exposición

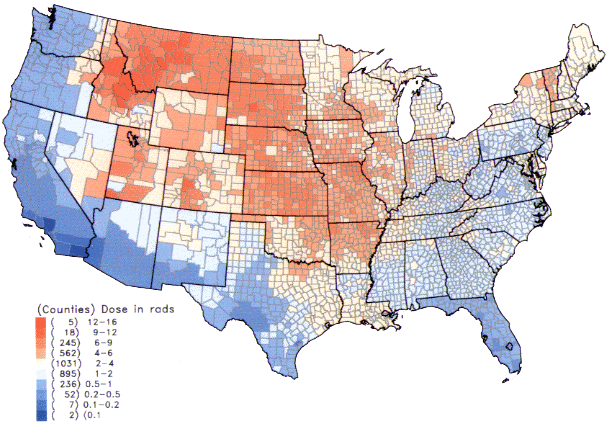
Dosis a la tiroides per cápita en Estados Unidos Continental resultantes de todas las rutas de exposición provocadas por las pruebas nucleares realizadas en el Emplazamiento de pruebas de Nevada entre el año 1951-1962. Un estudio del Centros para el Control y Prevención de Enfermedades / Instituto Nacional del Cáncer dice que la lluvia radiactiva podría provocar aproximadamente 11 000 muertes extras, la mayoría causadas por cáncer a la tiroides vinculado a la exposición de yodo-131.

El yodo en la comida es absorbido por el cuerpo y concentrado preferentemente en la tiroides donde es necesario para el funcionamiento de esa glándula. Cuando el 131I está presente en altos niveles en el ambiente debido a la lluvia radiactiva, puede ser absorbido a través de la comida contaminada y también se acumulará en la tiroides. A medida que decae, puede causar daño a la tiroides. El principal riesgo de la exposición a altos niveles de 131I es la probabilidad de la ocurrencia de cáncer tiroideo radiogénico en etapas posteriores de la vida. Otros riesgos incluyen la posibilidad de crecimientos no cancerosos y de tiroiditis.
El riesgo del cáncer tiroideo en etapas posteriores de la vida parece disminuir con el aumento de la edad al momento de la exposición. La mayoría de los riesgos estimados están basados en estudios en los cuales las exposiciones a la radiación ocurrieron en niños o adolescentes. Cuando los expuestos son adultos, ha sido difícil para los epidemiologistas detectar una significancia estadística en las tasas de enfermedades a las tiroides en comparación con un grupo similar pero sin haber sido expuestos.
El riesgo puede ser mitigado tomando suplementos de yodo, elevando la cantidad total de yodo en el cuerpo y, por lo tanto, reduciendo la absorción y retención en el rostro y en el pecho y bajando la proporción relativa de yodo radiactivo. Sin embargo, tales suplementos no fueron distribuidos a la población que vivía más cerca de la central nuclear de Chernóbil después del desastre que ocurrió allí, aunque ellos fueron ampliamente distribuidos a los niños en Polonia.
Dentro de Estados Unidos, las dosis más altas de lluvia radiactiva de 131I ocurrieron durante la década de 1950 y a principios de la década de 1960 a niños que consumieron leche contaminada de fuentes frescas como un resultado de pruebas nucleares atmosféricas de armas nucleares. El Instituto Nacional del Cáncer proporcionó información adicional sobre los efectos de la salud de la exposición a 131I en la lluvia radiactiva, así como de estimados individualizados, para aquellos nacidos antes del año 1971, para cada uno de los 3.070 condados en Estados Unidos. Los cálculos son tomados de datos recopilados respecto a la lluvia radiactiva proveniente de las pruebas de armas nucleares realizadas en el emplazamiento de pruebas de Nevada.
El 27 de marzo de 2011, el Departamento de Salud Pública de Massachusetts informó que se detectó 131I en muy bajas concentraciones en la lluvia recolectada en muestras tomadas en Massachusetts, Estados Unidos, y que esto probablemente se originó en la central nuclear Fukushima I. Los granjeros cercanos a la central desecharon leche cruda, mientras que las pruebas en Estados Unidos encontraron 0,8 pico-curies por litro de yodo-131 en una muestra de leche, pero los niveles de radiación eran 5.000 veces más bajos que el "nivel de intervención definida" por la FDA. Se esperaba que los niveles cayeran relativamente rápido.

### Tratamiento y prevención
Un método de tratamiento común para prevenir la exposición a yodo-131 es saturando la tiroides con yodo-127 regular no radiactivo, con un yoduro o sal de yodato. El yoduro elemental libre no debería ser usado para saturar la tiroides ya que es un oxidante corrosivo y por lo tanto es tóxico al ser ingerido en las cantidades necesarias[cita requerida]. La tiroides absorberá muy poco del yodo-131 radiactivo después de que este saturada con yodo no radiactivo, por lo tanto evitando el daño causado por la radiación del radioisótopo. El método de tratamiento más común es dar yoduro de potasio a aquellas personas en riesgo. La dosis para los adultos es de 130 mg de yoduro de potasio por día, dados en una dosis, o divididos en porciones de 65 mg dos veces al día. Esto es equivalente a 100 mg de yoduro, y esto es aproximadamente 7000 veces más grande que la dosis nutricional del yoduro, que es 0,015 mg por día (150 microgramos por día). Ver yoduro de potasio para más información sobre la prevención de la absorción de radioyodo por la tiroides durante un accidente nuclear, o por razones de medicina nuclear. La dosis aprobada por la FDA para el yoduro de potasio usada para este propósito es como sigue: infantes de menos de 1 mes, 16 mg; niños de 1 mes a 3 años, 32 mg; nicños de 3 años a 18 años, 65 mg; adultos 130 mg. Sin embargo, algunas fuentes recomiendan regímenes de dosis alternativos.
| Edad          | KI en mg | KIO3 en mg |
| ------------- | -------- | ---------- |
| Sobre 12 años | 130      | 170        |
| 3 – 12 años   | 65       | 85         |
| 1 – 36 meses  | 32       | 42         |
| < 1 mes       | 16       | 21         |

La ingesta de yodo profiláxico y de yodato no está libre de peligros, existen razones para tener precaución al consumir yoduro de potasio o suplementos de yodo, ya que uso innecesario puede causar condiciones tales como el fenómeno de Jod-Basedow y el efecto Wolff-Chaikoff, disparando y/o empeorando el hipertiroidismo y el hipotiroidismo respectivamente, y finalmente puede causar condiciones tiroides temporales o incluso permanentes. También puede causar sialadenitis (una inflamación de la glándula salival), perturbaciones gastrointestinales, reacciones alérgicas y erupciones. También el yoduro de potasio no es recomendado para aquellos que han presentado reacciones alérgicas al yodo y para las personas con dermatitis herpetiforme y vasculitis hipocomplementémica, condiciones que están vinculadas a un riesgo de sensibilidad al yodo.
El uso de una particular 'tableta de yodo' utilizada en una unidad portátil potabilizadora de agua también ha sido determinado como algo efectivo en reducir la absorción de radioyodo. En un pequeño estudio realizado sobre sujetos humanos, quienes durante los 90 días de la prueba, ingirieron cuatro tabletas de 20 mg de tetraglicina hidroperiodita(TGHP) en agua, con cada tableta liberando 8 miligramos (ppm) de yodo titratable libre; se encontró que la absorción biológica de yodo radiactivo en estos sujetos humanos cayó, y permaneció en, un valor de menos del 2% de la absorción de radioyodo de lo observado en los sujetos de control quienes se encontraron expuestos totalmente al radioyodo sin el tratamiento.
La administración de substancias bociogénico también puede ser usada como una profilaxis para reducir la bioabsorción de yodo, (ya sea el yodo-127 nutricional no radioactivo o yodo radiactivo, radioyodo - más comúnmente yodo-131, ya que el cuerpo no puede discernir entre los diferentes isótopos de yodo). Los iones de perclorato, un contaminante común del agua en Estados Unidos debido a la industria aeroespacial, ha sido demostrado que reduce la absorción del yodo y de esta forma está clasificado como un bociógeno. Los iones de perclorato son un inhibidor competitivo del proceso por el cual el yodo, es depositado activamente en las células foliculares tiroides. Estudios que involucran a voluntarios adultos saludables determinaron que en niveles por sobre 0,007 miligramos por kilos por día (mg/(kg·d)), el perclorato comienza a inhibir temporalmente la habilidad de la glándula tiroides para absorber yodo desde el flujo sanguíneo ("inhibición de absorción de yodo", así el perclorato es un conocido bociógeno). La reducción de la fuente de yodo por el perclorato tiene efectos dobles-reducción de la síntesis de hormona en exceso y de hipertiroidismo, por el otro lado, y la reducción de la síntesis inhibidora de la tiroides y el hipotiroidismo por el otro lado. El perclorato permanece muy útil como una aplicación de dosis única en pruebas que miden la descarga de radioyodo acumulado en la tiroides como un resultado de muchas diferentes perturbaciones en el metabolismo adicional del yodo en la glándula tiroides.
El tratamiento de la tirotoxicosis (incluyendo la enfermedad de Graves-Basedow) con 600-2.000 mg de perclorato de potasio (430-1.400 mg de perclorato) diariamente por periodos de varios meses o más una vez una práctica común, particularmente en Europa, y el uso de perclorato a dosis más bajas para tratar problemas a la tiroides continúa hasta este día. Aunque 400 mg de perclorato de potasio dividido en cuatro o cinco dosis diarias fue usada inicialmente y se encontró que era efectiva, se introdujeron dosis más altas cuando se descubrió que 400 mg/day no controlaba la tirotoxicosis en todos los pacientes.
Las actuales regímenes para el tratamiento de la tirotoxicosis (incluyendo la enfermedad de Graves-Basedow) cuando un paciente es expuesto a fuentes adicionales de yodo, comúnmente incluyen 500 mg de perclorato de potasio dos veces por día por 18–40 días.
La profilaxis con agua con perclorato en concentraciones de 17 ppm, lo que corresponde a 0,5 mg/kg-día de ingesta individual, si uno tiene 70 kg y consume dos litros de agua por día, es encontró que reduce la línea de base de absorción de radioyodo en un 67% Esto es equivalente a la ingesta de un total de solo 35 mg de iones de perclorato por día. En otro estudio relacionado los sujetos bebieron solo 1 litro de agua conteniendo perclorato por día en una concentración de 10 ppm, por ejemplo, 10 mg diarios de iones de perclorato fueron ingeridos, se observó un promedio de 38% de reducción en la absorción de yodo.
Sin embargo se ha estimado que la absorción promedio de perclorato en una planta de perclorato por los trabajadores que estaban sujetos a las más altas exposiciones se han estimado en aproximadamente en 0,5 mg/kg-día, como en el párrafo anterior, se espera un 67% de reducción de la absorción de yodo. Los estudios de trabajadores expuestos crónicamente hasta el momento han fallado en detectar cualquier anormalidad en la función de la tiroides, incluyendo la absorción de yodo. Esto más bien puede ser atribuido a una exposición diaria suficiente o la absorción de yodo-127 saludable entre los trabajadores y la corta vida media biológica de 8 horas de perclorato en el cuerpo.
Para bloquear completamente la absorción de yodo-131 por la adición intencional de iones de perclorato al abastecimiento de agua de las poblaciones, el objetivo son dosis de 0,5 mg/kg-díam o una concentración en el agua de 17 ppm, serían por lo tanto muy inadecuado para reducir verdaderamente la absorción de radioyodo. Las concentraciones de iones de perclorato deberían ser por lo tanto mucho más altas, con objetivo de una dosis total de al menos 7,15 mg/kg de peso corporal por día, esto se puede lograr para la mayoría de los adultos al consumir 2 litros de agua por día con una concentración en el agua de 250 mg/kg de agua o 250 ppm de iones de perclorato por litro, solo a este nivel el consumo de perclorato ofrecería una protección adecuada, y ser verdaderamente beneficioso para prevenir en la población la bioacumulación cuando está expuesta a un ambiente con radioyodo. Esto es enteramente independiente de la disponibilidad de drogas de yodato o yoduro.
La continua adición de perclorato al abastecimiento de agua sería necesario que continuara por no menos de 80 a 90 días, iniciándose inmediatamente después de que la fuga inicial de radioyodo fuese detectada, después de 80 a 90 días el yodo-131 radiactivo liberado habría decaído a menos del 0,1% de su cantidad inicial y así el peligro de bioingesta de yodo-131 esencialmente habría pasado.
En el caso de un evento de fuga de radioyodo la ingesta profiláxica de yodato o de yoduro de potasio, si está disponible, debería tomar precedencia sobre la administración de perclorato y sería la primera línea de defensa para proteger a la población de una fuga de radioyodo. Sin embargo, en el caso de una fuga demasiado masiva y dispersa de radioyodo como para ser controlada por el limitado abastecimiento de drogas profiláxicas de yoduro y yodato, entonces la adición de iones de perclorato al abastecimiento de agua, o la distribución de tabletas de perclorato serviría como una segunda línea de defensa barata y eficaz contra la bioacumulación de radioyodo carcinógeno.
La ingesta de drogas bociógenas es, de la misma forma que el yoduro de potasio no es sin sus peligros, tal como el hipotiroidismo. Sin embargo, en todos estos casos, a pesar de los riesgos, la profilaxis se beneficia por la intervención con yoduro, yodato o perclorato y tiene mayor peso que el serio riesgo de cáncer por la bioacumulación de radioyodo en regiones donde el radioyodo ha contaminado lo suficiente el ambiente.

## Usos médicos y farmacéuticos

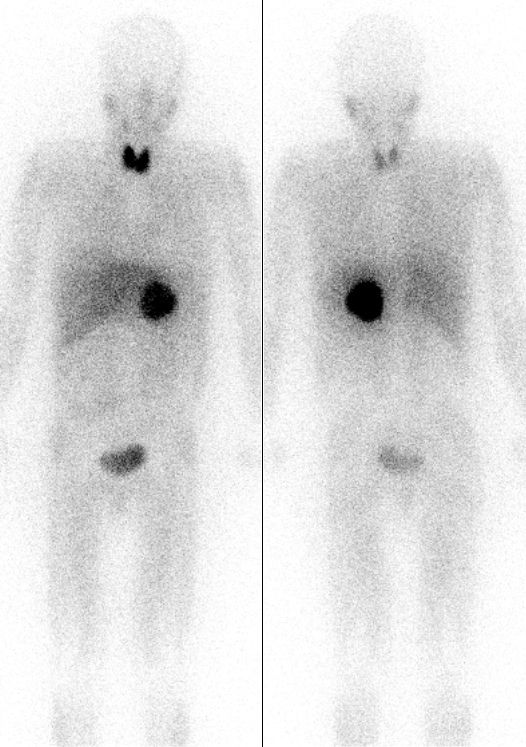
Un tumor feocromocitoma es visto como una esfera oscura en el centro del cuerpo (está en la glándula suprarrenal izquierda). La imagen es por gammagrafía MIBG, mostrando el tumor por radiación del radioyodo en el MIBG. Las dos imágenes son vistas del mismo paciente desde el frente y desde atrás. La imagen de la tiroides en la nuca es debido a la absorción no deseada de radioyodo (como yoduro) por la tiroides, después de la descomposición de la medicación conteniendo yodo radiactivo. La acumulación a los costados de la cabeza es de la glándula salival debido a la absorción del I-131 mIBG por los elementos neuronales simpáticos. La Meta-[I-131]yodobenzilguanidina es un análogo radio-marcado del agente guanetidina de bloqueo adrenérgicos. También la radiactividad es mostrado en la absorción por el hígado y la excreta por los riñones con la acumulación en la vejiga.

Es utilizado en la medicina nuclear terapéuticamente y también puede ser visto con escáneres de diagnóstico si ha sido utilizado terapéuticamente. El uso del 131I como sal de yoduro explota el mecanismo de absorción del yodo por las células normales de la glándula tiroides. Ejemplos de su uso en la radioterapia son aquellos donde la destrucción del tejido es deseada después de la captación de yodo por el tejido.
Los principales usos del 131I incluyen el tratamiento del hipertiroidismo tirotoxicosis y algunos tipos de cáncer tiroideo que absorben yodo. Así el 131I es usado como terapia con radioisótopos para tratar el hipertiroidismo provocado por la enfermedad de Graves-Basedow y algunas veces los nódulos de la tiroides hioeractiva (tejido tiroides activo anormal que no es maligno). El uso terapéutico del radioyodo para tratar el hipertiroidismo causado por la enfermedad de Graves-Basedow fue informado por primera vez por Saul Hertz en el año 1941.
El isótopo de 131I también es usado como un marcador radiactivo para ciertos radiofármacos que pueden utilizarse para terapia, por ejemplo, el 131I-metaiodobenzilguanidina (131I-MIBG) para imagenología y tratamiento de feocromocitoma y neuroblastoma. En todos estos usos terapéuticos, el 131I destruye el tejido por radiación beta de corto alcance. Aproximadamente el 90% del daño por radiación causado al tejido es por vía de la radiación beta y el resto ocurre por su radiación gamma (a una distancia mayor desde el radioisótopo). Pueden ser visto en los escáneres de diagnóstico después de su uso como terapia, ya que el 131I es también un emisor gamma.
Debido a la carcinogenicidad de su radiación beta en la tiroides en pequeñas dosis, el I-131 es raramente utilizado primariamente o únicamente para el diagnóstico (aunque en el pasado esto era más común debido a la relativa facilidad de fabricación y bajo costo del isótopo. En vez es usado el radioyodo yodo-123, un emisor gamma más puro, en los exámenes de diagnóstico (escáner de medicina nuclear de la tiroides). El yodo-125 de vida media más larga también es usado ocasionalmente cuando se necesita para el diagnóstico un radioyodo de vida media más larga, y, en el tratamiento de braquiterapia (el isótopo es confinado en pequeñas cápsulas tipo semilla), donde la radiación gamma de baja energía sin un componente beta, convierte al yodo-12 en una herramienta útil. Los otros radioisótopos del yodo nunca son usados en la braquiterapia.
El uso de 131I como un isótopo médico ha sido culpado de que un embarque de rutina de biosólidos fuera rechazado y no pudiera cruzar la frontera Canadá - Estados Unidos. Semejante material puede entrar a las aguas servidas directamente desde instalaciones médicas o al ser excretados por los pacientes después de sus tratamientos.

### Administración de I-131 terapéutico
Debido a que la radiactividad total de una dosis de I-131 es usualmente alta, y debido a que la radiación beta local de tejido estomacal cercano a una cápsula no disuelta es alta, el I-131 usualmente es administrado a pacientes humanos en un pequeños tragos de unas pocas onzas de fluido. A menudo este es lenta y cuidadosamente tragado desde un contenedor protegido para prevenir el derrame. Para la administración a animales (por ejemplo, a gatos con hipertiroidismo) por razones prácticas el isótopo debe ser administrado por medio de una inyección.

### Aislamiento postratamiento
A los pacientes que reciben tratamiento con radioyodo I-131 se les advierte que no tengan relaciones sexuales por un mes (o menos, dependiendo de la dosis tomada) y a las mujeres se les indica que no se embaracen hasta después de seis meses. "Esto es debido a que existe un riesgo teórico para el desarrollo del feto, incluso aunque la cantidad de radiactividad retenida puede ser muy pequeña y no existe prueba médica de un real riesgo por el tratamiento con radioyodo. Tal precaución esencialmente elimina la exposición directa al feto de la radiactividad y reduce marcadamente la posibilidad de concepción con esperma que podría teóricamente haber sido dañado por la exposición al radioyodo". Estas guías varían de hospital a hospital y dependerán también de la dosis tomada. Algunos advierten que no se deben dar abrazos o llevar niños cuando la radiación aún es alta, y puede ser recomendado mantener una distancia de entre uno o dos metros con otras personas.

## Usos como trazador radiactivo industrial
Usado por primera vez en el año 1951 para localizar fugas en el sistema de abastecimiento de agua potable en Múnich, Alemania, el yodo-131 se convirtió en uno de los trazadores radiactivos industriales emisores de radiación gamma más comúnmente utilizado con aplicaciones en la hidrología por isótopos y detección de fugas.
Desde finales de la década de 1940, los trazadores radiactivos han sido usado por la industria petrolera. Marcada en la superficie, luego el agua es seguida, usando por un detector de radiación gamma apropiado, para determinar los flujos y detectar fugas subterráneas. El I-131 ha sido usado más ampliamente como un isótopo marcador en una solución acuosa de yodo de sodio. Es usado para caracterizar el fluido de la fracturación hidráulica para ayudar a determinar el perfil de inyección y la localización de las fracturas creadas por la fracturación hidráulica.